# Premio J. H. Erkko
El Premio J. H. Erkko es un premio literario finlandés que se concedía anualmente entre 1964 y 1994 a la mejor ópera prima. Otorgado por el diario Noticias de Helsinki en homenaje a Juhana Heikki Erkko.

## Ganadores
| Año  | Persona(s)                                     | Obra                                                 |
| ---- | ---------------------------------------------- | ---------------------------------------------------- |
| 1964 | Kari Aronpuro Matti Paavilainen                | Peltiset enkelit Sukukartta                          |
| 1965 | Matti Rossi Pekka Suhonen                      | Näytelmän henkilöt Kootut runot                      |
| 1966 | Eira Stenberg Reijo Lehtinen                   | Kapina huoneessa Sinun nimes kirjoihin               |
| 1967 | Veikko Polameri                                | 365                                                  |
| 1968 | Tytti Parras                                   | Jojo                                                 |
| 1969 | Daniel Katz Esko Raento                        | Kun isoisä Suomeen hiihti Kokkonen                   |
| 1970 | Hans Selo                                      | Diiva                                                |
| 1971 | Matti Summanen Antti Tuuri                     | Haukka Lentää Asioiden suhteet ja Lauantaina illalla |
| 1972 | Merja Huttunen Kaiho Nieminen Jukka Pakkanen   | Hello love Lovistoori Koko maailman meno             |
| 1973 | Heikki Turunen                                 | Simpauttaja                                          |
| 1974 | Risto Antikainen Raine Mäkinen                 | Hiljainen kylätie Kuuma syksy, romaani               |
| 1975 | Pirkko Saisio                                  | Elämän meno                                          |
| 1976 | Eeva Heilala Asko Laurila                      | Hyvä on maa Aurinko ja omenapuu                      |
| 1977 | Matti Pulkkinen                                | Ja pesäpuu itki                                      |
| 1978 | Hannu Helin Olli Jalonen                       | Tärisen maailman kyljessä Unien tausta               |
| 1979 | Ari Ahola                                      | Rajan miehet                                         |
| 1980 | Hannu Kankaanpää Kari Levola Kirsti Simonsuuri | Sukupolvi Avovedet Murattikaide                      |
| 1981 | Anja Kauranen                                  | Sonja O. kävi täällä                                 |
| 1982 | Matti Tiisala Jouko Turkka                     | Se ei ollut ovi Aiheita, proosaa                     |
| 1983 | Joni Skiftesvik                                | Puhalluskukkapoika ja taivaankorjaaja                |
| 1984 | Anna-Leena Härkönen                            | Häräntappoase                                        |
| 1985 | Rosa Liksom Boris Verho                        | Yhden yön pysäkki Varastossa aina palaa valo         |
| 1986 | Juha Seppälä                                   | Torni                                                |
| 1987 | Sakari Issakainen                              | Paratiisissa ei soi Paganini                         |
| 1988 | Sylvia Juutinen Päivi Perttula                 | Jatulintarha Suhdetta                                |
| 1989 | Pirkko Lindberg                                | Byte (suom. Saalis)                                  |
| 1990 | Marko Kari                                     | Reviiri                                              |
| 1991 | Marjatta Schier                                | Myrkkyliljat                                         |
| 1992 | Jouni Inkala                                   | Tässä sen reuna                                      |
| 1993 | Tomi Kontio                                    | Tanssisalitaivaan alla                               |
| 1994 | Markus Nummi                                   | Kadonnut Pariisi                                     |